# Коробецкое сельское поселение
Коробе́цкое се́льское поселе́ние — муниципальное образование в составе Ельнинского района Смоленской области России.
Административный центр — село Коробец.
Главой Администрации является Буряков Игорь Витальевич.

## Географические данные
- Расположение: восточная часть Ельнинского района
- Граничит:
  - на северо-западе — с Дорогобужским районом
  - на севере — с Мазовским сельским поселением
  - на северо-востоке — с Угранским районом
  - на востоке — с Калужской областью
  - на юго-востоке — с Теренинским сельским поселением
  - на юге — с Мутищенским сельским поселением
  - на юго-западе — с Пронинским сельским поселением
  - на западе — с Бобровичским сельским поселением
- По территории поселения проходит автомобильная дорога Р96 Новоалександровский(А101)- Спас-Деменск — Ельня — Починок (с востока на запад).
- По территории поселения проходит железная дорога Смоленск — Сухиничи, имеется станция Коробец.
- Крупные реки: Угра, Усия, Демина. На территории поселения находится водораздел между реками бассейна Чёрного (бассейн Десны и Каспийского (бассейн Угры) морей.

## История
Образовано Законом Смоленской области от 20 декабря 2004 года.
Законом Смоленской области от 25 мая 2017 года в Коробецкое сельское поселение 5 июня 2017 года были включены все населённые пункты трёх упразднённых сельский поселений: Мазовского, Пронинского и Теренинского.

## Экономика
2 школы, 2 дома культуры, сельхозпредприятие «Коробец», молокоприёмный пункт.

## Население
| 2011  | 2012  | 2013  | 2014 | 2015 | 2016 | 2017 |
| ----- | ----- | ----- | ---- | ---- | ---- | ---- |
| 680   | ↘673  | ↘651  | ↗665 | ↗688 | ↘668 | ↘624 |
| 2018  | 2019  | 2020  | 2021 |      |      |      |
| ↗1233 | ↘1169 | ↘1138 | ↘995 |      |      |      |

## Населённые пункты
В состав сельского поселения входит 60 населённых пунктов:
| №  | Населённый пункт | Тип     | Население |
| -- | ---------------- | ------- | --------- |
| 1  | Бодалино         | деревня | 1         |
| 2  | Бывалка          | деревня | 10        |
| 3  | Вава             | деревня | 2         |
| 4  | Вараксино        | деревня | 0         |
| 5  | Взглядье         | деревня | 79        |
| 6  | Вититнево        | деревня | 8         |
| 7  | Вититни          | деревня | 0         |
| 8  | Голубев Мох      | деревня | 8         |
| 9  | Ежевица          | деревня | 28        |
| 10 | Елизаветино      | деревня | 8         |
| 11 | Жабье            | деревня | 0         |
| 12 | Забежное         | деревня | 0         |
| 13 | Замошье          | деревня | 0         |
| 14 | Зуево            | деревня | 1         |
| 15 | Истопки          | деревня | 4         |
| 16 | Каменец          | деревня | 0         |
| 17 | Колошино         | станция | 0         |
| 18 | Коноплинка       | деревня | 43        |
| 19 | Коробец          | деревня | 54        |
| 20 | Коробец          | село    | 432       |
| 21 | Коробецкая Школа | деревня | 22        |
| 22 | Костюки          | деревня | 5         |
| 23 | Лядцо            | деревня | 7         |
| 24 | Мазово           | деревня | 76        |
| 25 | Мартынково       | деревня | 5         |
| 26 | Марьино          | деревня | 6         |
| 27 | Матченки         | деревня | 8         |
| 28 | Мелихово         | деревня | 2         |
| 29 | Михалевка        | деревня | 1         |
| 30 | Мосолы           | деревня | 0         |
| 31 | Никитино         | деревня | 9         |
| 32 | Новики           | деревня | 0         |
| 33 | Ново-Никольское  | деревня | 1         |
| 34 | Носищево         | деревня | 4         |
| 35 | Парубаник        | деревня | 7         |
| 36 | Подлипки         | деревня | 4         |
| 37 | Пронино          | деревня | 230       |
| 38 | Савостьяново     | деревня | 3         |
| 39 | Селешня          | деревня | 16        |
| 40 | Семенково        | деревня | 0         |
| 41 | Сос              | деревня | 5         |
| 42 | Сосновка         | деревня | 0         |
| 43 | Стайки           | деревня | 12        |
| 44 | Суглица          | деревня | 26        |
| 45 | Теренино         | деревня | 32        |
| 46 | Теренино         | село    | 237       |
| 47 | Титово           | деревня | 1         |
| 48 | Уварово          | деревня | 100       |
| 49 | Устиново         | деревня | 3         |
| 50 | Усть-Дёмино      | деревня | 1         |
| 51 | Флясово          | деревня | 0         |
| 52 | Холбни           | деревня | 0         |
| 53 | Холматы          | деревня | 0         |
| 54 | Чащи             | деревня | 0         |
| 55 | Чемуты           | деревня | 5         |
| 56 | Шестаки          | деревня | 2         |
| 57 | Ширково          | деревня | 2         |
| 58 | Шупарня          | деревня | 0         |
| 59 | Щелкино          | деревня | 2         |
| 60 | Юшково           | деревня | 0         |